# Dun-sur-Grandry
Dun-sur-Grandry is een gemeente in het Franse departement Nièvre (regio Bourgogne-Franche-Comté) en telt 149 inwoners (2009). De plaats maakt deel uit van het arrondissement Château-Chinon (Ville).

## Geografie
De oppervlakte van Dun-sur-Grandry bedraagt 11,7 km², de bevolkingsdichtheid is 12,5 inwoners per km².
De onderstaande kaart toont de ligging van Dun-sur-Grandry met de belangrijkste infrastructuur en aangrenzende gemeenten.

## Demografie
Onderstaande figuur toont het verloop van het inwonertal (bron: INSEE-tellingen).